# Eratoneura arpegia
Eratoneura arpegia är en insektsart som först beskrevs av Ross 1957.  Eratoneura arpegia ingår i släktet Eratoneura och familjen dvärgstritar. Inga underarter finns listade i Catalogue of Life.